# Point Casco
Point Casco är en udde i Antarktis. Den ligger i Sydshetlandsöarna. Argentina, Chile och Storbritannien gör anspråk på området. Point Casco ligger vid sjön Jade Crater Lake.
Terrängen inåt land är kuperad åt nordost, men åt sydväst är den platt. Havet är nära Point Casco västerut. Trakten är glest befolkad. Närmaste befolkade plats är Gabriel de Castilla Spanish Antarctic Station, 2,0 kilometer norr om Point Casco. 